# Gernot Reinstadler
Gernot Reinstadler (24. srpna 1970 Zams, Rakousko – 19. ledna 1991 Interlaken, Švýcarsko) byl rakouský sjezdový lyžař. Na počátku devadesátých let 20. století byl řazen mezi nejslibnější mladé rakouské sjezdaře. Zemřel na následky těžké nehody při závodě.

## Nehoda
V lednu 1991 se Reinstadler účastnil kvalifikace na Světový pohár na sjezdovce Lauberhorn ve švýcarském Wengenu. 18. ledna nastoupil k závodu, z nějž mělo postoupit 30 nejrychlejších. Při riskantně rychlé jízdě však ztratil kontrolu a v rychlosti 75 km/h vyletěl z tratě. V letu se mu zachytila jedna lyže v ochranné síti a Reinstadler vlivem setrvačnosti utrpěl zlomeninu pánve a roztržení velkých cév, pravá noha mu byla skoro odtržena od těla. Začal masivně krvácet a upadl do bezvědomí. Byl urychleně transportován do nemocnice v Interlakenu, už cestou dostal první krevní transfúze. Celkem mu bylo podáno kolem 40 litrů krve, zranění bylo ale příliš těžké a 43 minut po půlnoci byla konstatována smrt.  
Jeho pád byl živě přenášen televizí. Bylo to vůbec první smrtelné zranění sjezdaře zachycené během živého vysílání, dodnes se jedná o jedny z nejděsivějších záběrů v dějinách sportovních přenosů.

### Důsledky
Tragédie vedla k dodatečnému zrušení celého závodu a ke značným změnám v organizaci sjezdařských závodů vůbec. Způsob kvalifikace, kritizovaný závodníky už předtím, byl revidován. Kritiku si vysloužil i Rakouský lyžařský svaz (ÖSV), který se původně zdráhal uhradit výlohy za Reinstadlerovu hospitalizaci, ustoupil až na nátlak tyrolské zemské vlády. 
Bylo také seznáno, že na fatálnosti zranění se podepsala i konstrukce trati. Do budoucna byly odstraněny úzké ploty a zmenšena oka v ochranných sítích, aby už se v něm lyže padajícího závodníka nemohly takto zachytit.